# Pseudoprosopis
Pseudoprosopis es un género de planta perteneciente a la familia de las fabáceas.  Comprende 7 especies descritas y  aceptadas.

## Taxonomía
El género fue descrito por Hermann Harms  y publicado en Botanische Jahrbücher für Systematik, Pflanzengeschichte und Pflanzengeographie 33: 152. 1902.

## Especies aceptadas
A continuación se brinda un listado de las especies del género Pseudoprosopis aceptadas hasta agosto de 2012, ordenadas alfabéticamente. Para cada una se indica el nombre binomial seguido del autor, abreviado según las convenciones y usos.
- Pseudoprosopis bampsiana Lisowski
- Pseudoprosopis claessensii (De Wild.) G.C.C.Gilbert & Bout
- Pseudoprosopis euryphylla Harms
- Pseudoprosopis fischeri (Taub.) Harms
- Pseudoprosopis gilletii (De Wild.) Villiers
- Pseudoprosopis sericea (Hutch. & Dalziel) Brenan
- Pseudoprosopis uncinata C.M.Evrard